# Tigones
Tigones är ett släkte av skalbaggar. Tigones ingår i familjen vivlar.

## Dottertaxa tillTigones, i alfabetisk ordning[1]
- Tigones albopicta
- Tigones albopictus
- Tigones angustulus
- Tigones antennalis
- Tigones assimilis
- Tigones aulicus
- Tigones bicostellus
- Tigones binodulus
- Tigones caudata
- Tigones caudatus
- Tigones cavelli
- Tigones certa
- Tigones certus
- Tigones cervina
- Tigones cervinus
- Tigones citimus
- Tigones crudus
- Tigones dispar
- Tigones diversus
- Tigones flectiscapus
- Tigones gracilis
- Tigones grisea
- Tigones griseus
- Tigones humeralis
- Tigones longiceps
- Tigones longipes
- Tigones murina
- Tigones murinus
- Tigones nasalis
- Tigones obscurus
- Tigones osculans
- Tigones philpotti
- Tigones planum
- Tigones robustus
- Tigones rufulus
- Tigones rugosa
- Tigones rugosus
- Tigones scutellaris
- Tigones setosa
- Tigones setosus
- Tigones thoracica
- Tigones thoracicus
- Tigones variata
- Tigones variatus
- Tigones variegatus